# Malcolm Knowles
Malcolm Shepherd Knowles (24 de agosto de 1913-27 de noviembre de 1997) fue un docente estadounidense que se dedicó a la andragogía. Famoso por la adopción de la teoría de andragogía; inicialmente el término fue acuñado por el docente alemán Alexander Kapp.

## Biografía
Nació en 1913 y creció en el estado de Montana (Estados Unidos). Tuvo aparentemente una infancia feliz.
Su padre fue veterinario y desde la edad de cuatro años solía acompañar a su padre a visitar granjas y ranchos.
Mientras iba y venía de esos lugares, decía Knowles "nos involucramos en serias discusiones sobre todo tipo de temas, como el significado de la vida, el bien y el mal, religión, política, el éxito, la felicidad y todo de cuanto un chiquillo tenía curiosidad". Continúa hablando sobre él: recuerdo claramente que me sentía más como un compañero que como un inferior. Después de su opinión, mi padre solía preguntar mi punto de vista sobre el tema y eso me hacía sentir que respetaba mis razonamientos (Knowles 1989).
Malcolm Knowles obtuvo una beca en Harvard y tomó cursos de filosofía (donde fue notablemente influenciado por las lecturas de Alfred North Whitehead), estudió también literatura, historia, ciencias políticas, ética y derecho internacional.
De nuevo, las actividades extracurriculares fueron relevantes en su vida. Fue presidente del Club Liberal de Harvard (Harvard Liberal Club), Secretario General de la Liga de Naciones Modelo de Nueva Inglaterra (New England Model League of Nations), y Presidente de la Phillips Brooks House (Agencia de Servicio Social de Harvard).
Falleció en Fayetteville (Arkansas) a causa de un accidente cerebrovascular.

## Teorías pedagógicas
En la segunda mitad del siglo XX fue tal vez la figura central que engloba la educación para los adultos en los Estados Unidos. Introdujo la teoría de andragogía como el arte y la ciencia de ayudar a adultos a aprender. Consideraba que los adultos necesitan ser participantes activos en su propio aprendizaje. Knowles manifestaba que los adultos aprenden de manera diferente a los niños y que los entrenadores en su rol de facilitadores del aprendizaje deberían usar un proceso diferente para facilitarlo. En su obra La Práctica Moderna de Educación de Adultos: Andragogía contra Pedagogía de 1970, presentó su Modelo Andragógico.
En 1950 fue director ejecutivo de la Asociación para la Educación de los Adultos en los Estados Unidos (Adult Education Association of the United States of America).

## Obra
Algunas de sus obras más destacadas son:
- Knowles, M. S., & Knowles, H. F. (1955). How to develop better leaders. New York: Association Press.

- Knowles, M. S., & Knowles, H. F. (1959). Introduction to group dynamics. Chicago: Association Press. Ed. revisada 1972 *publicó New York: Cambridge Books.

- Knowles, M. S. (1968). Andragogy, not pedagogy. Adult Leadership, 16(10), 350–352, 386.

- Knowles, M. S. (1973). The adult learner: A neglected species. Houston: Gulf Publishing Company. Ed. revisada 1990.

- Knowles, M. S. (1975). Self-directed learning: A guide for learners and teachers. Englewood Cliffs: Prentice Hall/Cambridge.

- Knowles, M. S. (1977). The adult education movement in the United States. Malabar, FL: Krieger.

- Knowles, M. S. (1980). The modern practice of adult education: From pedagogy to andragogy. Englewood Cliffs: Prentice Hall/Cambridge.

- Knowles, M. S., et al. (1984). Andragogy in action: Applying modern principles of adult education. San Francisco: Jossey-Bass.

- Knowles, M. S. (1986). Using learning contracts. San Francisco: Jossey-Bass.

- Knowles, M. S. (1989). The making of an adult educator: An autobiographical journey. San Francisco: Jossey-Bass.